# Serromyia gelida
Serromyia gelida är en tvåvingeart som beskrevs av Jean-Jacques Kieffer 1925. Serromyia gelida ingår i släktet Serromyia och familjen svidknott. Inga underarter finns listade i Catalogue of Life.